# Väster
För andra betydelser, se Väster (olika betydelser).

Väster markerat med ett V på en kompassros.

Väster eller väst är ett väderstreck som anger riktningen vinkelrätt till vänster om norr. Det är ett av de fyra huvudsakliga väderstrecken tillsammans med norr, söder och öster. Västlig riktning är parallell med ekvatorn, mot jordens rotationsriktning. Det är i väster som solen går ner. På kartor är norr vanligtvis uppåt, medan väster följaktligen är till vänster på kartan.